# Кіловат-година
Кілова́т-годи́на (кВт⋅год, міжнародне позначення: kW⋅h або kW h) — позасистемна одиниця вимірювання кількості виробленої, або спожитої енергії, а також виконаної роботи. Використовується переважно для вимірювання споживання електроенергії у побуті, народному господарстві і для вимірювання вироблення електроенергії в електроенергетиці.

## Визначення
Кіловат-година дорівнює кількості енергії, спожитої (виробленої) пристроєм потужністю в один кіловат протягом однієї години. Звідси 1 кВт⋅год = 1000 Вт⋅3600 с = 3,6 МДж.
Правильно писати саме «кВт⋅год» (потужність, помножена на час). Написання «кВт/год», «кВт/г» (кіловат на годину, кВт на грам), «кВт*г» (кіловат*грам) часто вживане у багатьох ЗМІ й навіть в офіційних документах (платіжках за електроенергію для населення), — неправильне. Таке позначення відповідає зміні потужності за одиницю часу і аж ніяк не кількості енергії, а кіловат-грами є цілковитою нісенітницею.
Ще одна поширена помилка — замість «кіловат-година» (одиниця енергії) вживати «кіловат» (одиниця потужності).
У брошурі SI зазначено, що для утворення позначення складеної одиниці «множення має бути позначене пробілом або напів-високою (по середині) крапкою (⋅), оскільки інакше деякі префікси можуть бути неправильно витлумачені як символ одиниці». Це підтримується добровільним стандартом, виданим спільно міжнародною (IEEE) і національною (ASTM) організацією, а також основним керівництвом зі стилю.

### Приклади
- Прилад потужністю 2 кВт за 15 хвилин споживає з мережі й віддасть у довкілля енергії на 0,5 кВт⋅год = 2 кВт × 0,25 год.
- Електролампа потужністю 100 Вт, що вмикається щодня на 8 годин, за місяць споживає 24 кВт⋅год = 0,1 кВт × 8 год / день × 30 днів.
- Енергоощадна лампа потужністю 20 Вт, що вмикається щодня на 8 годин, за місяць споживає 4,8 кВт⋅год = 0,02 кВт × 8 год / день × 30 днів.
- Акумулятор напругою 12 В і ємністю 50 А⋅год теоретично може передати в мережу енергії на 0,6 кВт⋅год = 12 × 50 = 600 Вт⋅год.

## Перетворення в інші розмірності
Таблиця перетворення в інші одиниці вимірювання енергії:
|                           | Джоулі        | Ват-години   | Електронвольти | Калорії       |
| ------------------------- | ------------- | ------------ | -------------- | ------------- |
| 1 Дж = 1 кг⋅(м/с)2=1 Вт⋅с | 1             | 2,78 × 10-4  | 6,241 × 1018   | 0,239         |
| 1 кВт⋅год                 | 3,6 × 106     | 1000         | 2,247 × 1025   | 8,6 × 105     |
| 1 еВ                      | 1,602 × 10-19 | 4,45 × 10-23 | 1              | 3,827 × 10-20 |
| 1 кал                     | 4,187         | 1,163 × 10-3 | 2,613 × 1019   | 1             |

Часто використовуються:
- 1 тис. кВт⋅год = 860 Мкал
- 1 тис. кВт⋅год = 3,6 ГДж

## Ціна кіловат-години

### Тарифи для громадян
- В Україні тариф на електроенергію диференційований (приклад для міського населення без електроплит і електроопалення)[4]. Ціна на електроенергію також може коливатись залежно від часу доби. Існують двотарифні (день-ніч) та три-тарифні лічильники електроенергії.
  - фіксована ціна 1 кВт⋅год незалежно від місячного обсягу споживання 4,32 грн (0,1 € станом на 01.06.2024[5]).
- У Білорусі станом на вересень 2013 року 1 кВт⋅год для населення коштувала 479,1 Br (0,039 €), якщо будинок обладнаний електроплитами, і 563,8 Br (0,045 €), якщо будинок ними не обладнаний. Також передбачений диференційований тариф за часовими періодами[6].
- У Німеччині станом на січень 2011 року вартість 1 кВт⋅год для населення, дорівнювала в середньому 0,246 €[7].
  - У вересні 2013 року вартість 1 кВт⋅год для населення складала в середньому 0,27 €[8].
- На півночі Італії в листопаді 2012 року вартість 1 кВт⋅год для населення складала в середньому 0,0617 € (моно-тариф); або день — 0,0800 €, ніч — 0,0527 € (бітариф).
- У Казахстані на грудень 2012 року вартість 1 кВт⋅год для населення становила 18 тенге, що в середньому дорівнює ~ 0,090 €.
- В Узбекистані у жовтні 2013 року вартість 1 кВт⋅год для житлових будинків обладнаних електроплитами складала 60 торбів і 120 сумів для житлових будинків із газовими плитами, що в середньому дорівнювала ~0,020 і ~0,040 € відповідно.

## Інші споріднені одиниці енергії
Основна стаття: Одиниці вимірювання енергії
Кілька інших одиниць, пов’язаних з кіловат-годиною, зазвичай використовуються для позначення потужності або енергетичної ємності чи використання у певних галузях застосування.
Середньорічне виробництво або споживання енергії, можна виразити в кіловат-годинах на рік. Наприклад, корисно порівняти енергоефективність побутових приладів, споживання електроенергії яких змінюється залежно від часу або пори року. Інше застосування — вимірювання енергії, виробленої розподіленим джерелом живлення. Одна кіловат-година на рік дорівнює приблизно 114,08 міліват, які постійно споживаються протягом року.
Вміст енергії батареї зазвичай, виражається опосередковано її ємністю в ампер-годинах; щоби перетворити ампер-години (Ah) у ват-години (Wh), значення в ампер-годинах треба помножити на напругу джерела живлення. Це значення є приблизним, оскільки напруга батареї не є постійною під час її розряджання, а також оскільки більша швидкість розряджання зменшує загальну кількість енергії, яку може забезпечити батарея. Стосовно пристроїв, вихідна напруга яких відрізняється від напруги батареї, для обчислення слід використовувати напругу батареї (зазвичай 3,7 В для літій-іонних), а не напругу пристрою (наприклад, зазвичай 5,0 В для портативних зарядних пристроїв USB). Це призводить до того, що USB-пристрій на 500 мА працює приблизно 3,7 години від акумулятора 2500 мАг, а не п’ять годин.

## Цікаві відомості
- Витративши 1 кВт⋅год, можна добути 75 кг вугілля, 35 кг нафти, спекти 99 буханок хліба, виткати 10 метрів ситцю, зорати 2,5 соток землі [9].
- У разі заміни 100-ватної лампи розжарення на її 20-ватний енергоощадний відповідник (компактна люмінесцентна лампа) за 8-годинного режиму роботи та за найменшої вартості кіловат-години 36,6 коп. (тариф з 01.04.2015 по 31.08.2015), вдається зменшити вартість енерговитрат з 8,78 грн до 1,76 грн на місяць. За два з половиною місяці неперервної роботи економія складе 17,56 грн, що приблизно відповідає ціні такої лампи. Якщо ж замінити її на світлодіодний відповідник (12 Вт), то заощадження електроенергії збільшується майже вдесятеро порівняно зі звичайними лампами розжарення, проте вартість такої лампи більша (2015 року ~130 грн за 10-ваттну та ~150 грн за 12-ваттну світлодіодну лампу) вартості звичайної люмінесцентної лампи, що збільшує термін окупності такої лампи в порівнянні з лампами розжарення на декілька місяців.